# D1MA
D1MA er en dansk sanger, som er kendt for sange som "DRØM MIG VÆK", "MOONLIGHT", og "I KNOW" samt debutalbummet EV1GT&ALT1D fra 2023.
D1MA bærer altid en maske under sine optrædener, og har aldrig offentliggjort sit borgerlige navn, så er det derfor ukendt, hvem kunstneren bag er.
I januar 2024 annoncerede D1MA, at han aflyste alle sine festivaloptrædener i 2024.

## Diskografi

### Albums
| Titel                                                                      | Albumdetaljer                                                                  | Højeste placering | Certificering |
| Titel                                                                      | Albumdetaljer                                                                  | Danmark           | Certificering |
| -------------------------------------------------------------------------- | ------------------------------------------------------------------------------ | ----------------- | ------------- |
| EV1GT&ALT1D                                                                | - Udgivet: 16. marts 2023 - Selskab: 7OUMA Records & Universal Music Danmark   | 1                 | 2×Platin      |
| 7                                                                          | - Udgivet: 11. oktober 2024 - Selskab: 7OUMA Records & Universal Music Danmark | -                 |               |
| "—" markerer en udgivelse, hvor der ikke er registreret hitlisteplacering. |                                                                                |                   |               |

### Singler
| År   | Titel                                                            | Højeste placering | Certificering | Album       |
| År   | Titel                                                            | Danmark           | Certificering | Album       |
| ---- | ---------------------------------------------------------------- | ----------------- | ------------- | ----------- |
| 2022 | "Drøm mig væk"                                                   | 4                 | 3×Platin      |             |
| 2022 | "Don't Phase Me"                                                 | 15                | Platin        |             |
| 2022 | "No Love"                                                        | 18                |               |             |
| 2022 | "Kenti hayati"                                                   | 17                |               |             |
| 2022 | "Baglæns"                                                        | 37                |               |             |
| 2023 | "Lidt endnu" (Medina x D1MA)                                     | 4                 | Guld          |             |
| 2023 | "MOONLIGHT"                                                      | 2                 | 2×Platin      | EV1GT&ALT1D |
| 2023 | "FORSVINDER ALDRIG"                                              | 26                |               | EV1GT&ALT1D |
| 2023 | "TIL VI DØR"                                                     | 24                |               | EV1GT&ALT1D |
| 2023 | "I Know"                                                         | 1                 | 2×Platin      |             |
| 2024 | "Bellevue" (Tobias Rahim feat. D1MA)                             | 1                 | 2×Platin      |             |
| 2024 | "En sammen"                                                      | 13                |               |             |
| 2024 | "Cleopatra"                                                      | 13                |               | 7           |
| 2024 | "FEEL ALIVE"                                                     | -                 |               | 7           |
|      | "—" markerer en udgivelse der ikke opnåede en hitlisteplacering. |                   |               |             |

## Hæder
| År   | Kategori                                         | Nomineret for  | Resultat  |
| ---- | ------------------------------------------------ | -------------- | --------- |
| 2022 | Danish Music Award for årets nye danske navn     |                | Nomineret |
| 2022 | P3 Guld - P3 Lytterhittet                        | "Drøm mig væk" | Nomineret |
| 2023 | Danish Music Award for årets danske album        | EV1GT&ALT1D    | Nomineret |
| 2023 | Danish Music Award for årets danske solist       |                | Nomineret |
| 2023 | Danish Music Award for årets nye danske livenavn |                | Nomineret |
| 2023 | P3 Guld - P3 Lytterhittet                        | "I Know"       | Nomineret |
| 2023 | P3 Guld - P3 Talentet                            |                | Nomineret |